# Imipenem
Imipenem là một chất kháng sinh beta-lactam truyền theo đường tĩnh mạch được phát triển từ năm 1985. Imipenem thuộc về phân nhóm các carbapenem. Nó được chiết xuất từ hợp chất gọi là thienamycin, là chất do vi khuẩn Streptomyces cattleya tiết ra. Imipenem có phổ hoạt hóa rộng chống lại các vi khuẩn gam dương kỵ khí và ưa khí cũng như các vi khuẩn gam âm. Nó có tầm quan trọng trong việc chống lại Pseudomonas aeruginosa và các vi khuẩn thuộc chi Enterococcus. Tuy nhiên, nó không có tác dụng chống lại Staphylococcus aureus kháng methicillin. Imipenem và các dược phẩm khác trong lớp carbapenem nói chung được nhắc đến như là các "viên đạn diệu kỳ". Việc sử dụng chúng nói chung bị hạn chế nhằm tránh sự nhờn thuốc của vi khuẩn. 

## Điều trị cùng cilastatin
Bài chính: Imipenem/cilastatin
Imipenem bị phân hủy nhanh chóng bởi enzym dehydropeptidaza trong thận khi được chỉ định điều trị độc lập, vì thế nó luôn luôn được chỉ định cùng với cilastatin để ngăn chặn sự khử hoạt tính này.

## Các hiệu ứng bất lợi
Các hiệu ứng bất lợi chung của imipenem là buồn nôn và nôn mửa. Những người bị dị ứng với penicillin và các kháng sinh khác thuộc nhóm beta-lactam không nên dùng imipenem. Imipenem cũng có thể gây ra tai biến động kinh.